# Häre
Die Häre oder Härre ist ein Fanggerät (Falle) für Vogelfang und wurde im Mittelalter und der frühen Neuzeit verwendet.
Die Häre wurde aus Weidenruten hergestellt. Sie bestand in der Regel aus drei Weidenruten, welche zu Schlaufen gebogen ineinander lagen und miteinander verbunden waren. In der Mitte befanden sich eine und außen vier Schlingen aus Rosshaaren, in welchen sich die Vögel verfangen konnten. Das Gerät wurde mit Vorliebe im Herbst in den beerenreichen Sträuchern der Waldränder aufgestellt, damit sich die begehrten Wachteln und Drosseln darin verfingen.
Eine der drei Ehrengesellschaften Kleinbasels, die Gesellschaft zur Hären, trägt ihren Namen nach demjenigen des einstigen Gesellschaftshauses. Als Hausname kommt Vogelhäre auch in der Stadt Zürich an der Oberdorfstraße 12 vor.
Die Herkunft des Wortes ist dunkel. Im Schweizerischen Idiotikon werden zwei Herleitungen erwogen: Nach der einen, schon im Deutschen Wörterbuch vertretenen könnte es auf althochdeutsch haru ‘Flachs’ zurückgehen, nach der andern könnte das ähnlich klingende Hǟre ‘Gesamtheit der Haare’ hineinspielen.